# بستنی
بَسْتَنی یک دسر منجمد است که معمولاً از شیر یا خامه تهیه می‌شود و با یک شیرین‌کننده مانند شکر یا جایگزین آن و طعم‌دهنده‌های مانند کاکائو یا وانیل، یا با میوه‌هایی مانند توت‌فرنگی یا هلو طعم‌دار می‌شود. گاهی رنگ‌های خوراکی به همراه تثبیت‌کننده‌ها به آن افزوده می‌شود. مخلوط بستنی زیر نقطه انجماد آب خنک می‌شود و هم زده می‌شود تا فضاهای هوا در آن ایجاد شود و از تشکیل بلورهای یخ قابل تشخیص جلوگیری شود. همچنین می‌توان آن را با هم زدن یک پایه خامه‌ای طعم‌دار و نیتروژن مایع تهیه کرد. نتیجه یک فوم نرم و نیمه‌جامد است که در دمای بسیار پایین (زیر ۲ درجه سانتی‌گراد یا ۳۵ درجه فارنهایت) جامد است و با افزایش دما به راحتی شکل می‌گیرد.
بستنی ممکن است در ظرف‌های مختلف سرو شود، با قاشق خورده شود، یا از مخروط‌های خوراکی بستنی که با دست نگه‌داشته می‌شود به صورت غذای انگشتی خورده شود. بستنی ممکن است با دسرهای دیگر مانند کیک یا پای سرو شود یا به عنوان ماده‌ای در غذاهای سرد مانند فلوات بستنی، ساندویچ بستنی، میلک‌شیک و کیک‌های بستنی استفاده شود، یا در خوراکی‌های پخته‌شده مانند "بیکد آلاسکا" به کار رود.
بستنی ایتالیایی، "جلاتو" نامیده می‌شود. "فروزن کاسترد" یک نوع بستنی غنی‌تر است. "سافت سرو" نرم‌تر است و اغلب در پارک‌های تفریحی و رستوران‌های فست‌فود در ایالات متحده سرو می‌شود. بستنی‌های ساخته‌شده از جایگزین‌های شیر گاو، مانند شیر بز یا گوسفند، یا جایگزین‌های شیر (مانند شیر سویا، جو دوسر، بادام‌هندی، نارگیل، شیر بادام یا توفو) برای افرادی که به لاکتوز حساس هستند، آلرژی به پروتئین لبنی دارند یا گیاهخوار هستند، موجود است. "نایس کریم" موزی یک جایگزین ۱۰۰ درصد میوه‌ای و گیاهی است. ماست منجمد یا "فرویو" مشابه بستنی است اما از ماست ساخته شده و ممکن است چربی کمتری داشته باشد. سوربت‌ها یا شربت‌های میوه‌ای بستنی نیستند، اما اغلب در فروشگاه‌های بستنی یافت می‌شوند.
معنای نام بستنی از یک کشور به کشور دیگر متفاوت است. در برخی کشورها، مانند ایالات متحده و بریتانیا، بستنی فقط به نوع خاصی اطلاق می‌شود و بیشتر دولت‌ها استفاده تجاری از اصطلاحات مختلف را طبق مقادیر نسبی مواد اصلی، به ویژه میزان خامه، تنظیم می‌کنند. محصولاتی که معیارهای لازم برای نامیدن آن‌ها به عنوان بستنی را ندارند، گاهی به عنوان "دسر لبنی منجمد" نام‌گذاری می‌شوند. در کشورهای دیگر، مانند ایتالیا و آرژانتین، یک کلمه برای تمام انواع بستنی استفاده می‌شود.

## تاریخچه

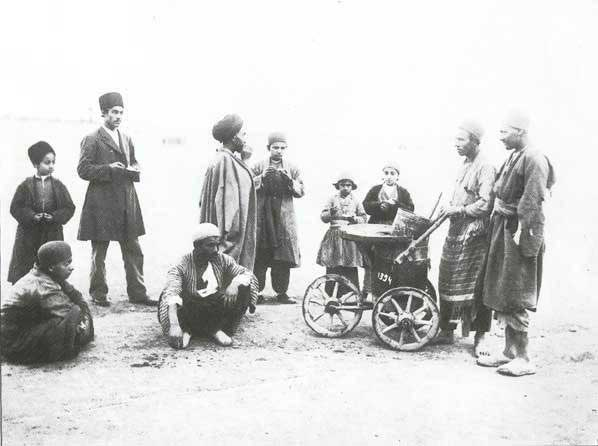
بستنی در دوران قاجار

ریشه خوردنی‌های یخ زده یا همان بستنی ناشناخته است. برخی منابع شروع این دسر را از حدود ۵۵۰ سال پیش از میلاد در ایران می‌دانند. اگرچه چندین افسانه تکراری در اوایل هزاره سوم پیش از میلاد مسیح در چین باستان وجود دارند. طبق یکی از افسانه‌های قدیمی، امپراتور روم نرون از کوهستان آپنینی یخ جمع‌آوری کرده بود تا نخستین سربی مخلوط با عسل و شراب را تولید کند. افسانه‌های دیگر می‌گویند که بستنی در امپراتوری مغول سرچشمه گرفت و نخستین بار در طول گسترش آن به چین گسترش یافت.
قدمت دسرهای یخی در چین به ۴ هزار سال قبل می‌رسد. یک نوع از این دسرها با قرار دادن سنگ نمک و برف در جداره‌های ظروف حاوی شربت تهیه می‌شد (نمک باعث می‌شود دمای یخ‌زدن آب به زیر صفر برسد) و نوع دیگری با قرار دادن شیر، برنج کاملاً پخته به همراه ادویه در داخل برف تهیه می‌شد. بستنی یخی هم با آب‌میوه، عسل و ادویه درست می‌شد. این دسرهای یخی از مسیرهای تجاری وارد ایران هم شدند. همچنین
حدود ۴ هزار سال پیش در ایران دسر یخی فالوده با استفاده از یخ، گلاب، نشاسته رشته‌ای و زعفران و طعم‌دهنده‌های دیگر ساخته می‌شد.

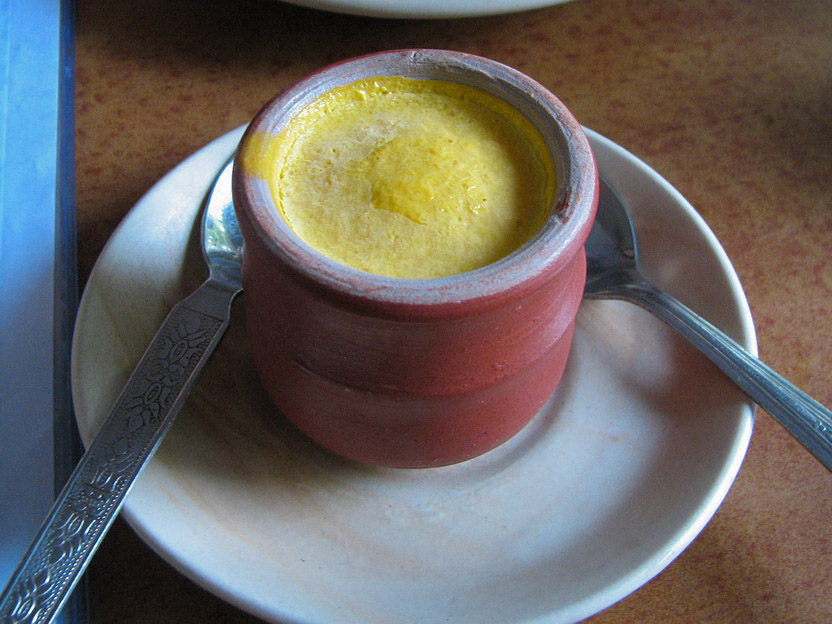
قلفی در قابلمه ماتکا (ظرف سفالی) از هند

در قرن شانزدهم، امپراتوری گورکانی از سوارکاران برای آوردن یخ از هندوکش به پایتخت خود، دهلی، استفاده می‌کرد و از آن برای تهیه قلفی، یک دسر لبنی منجمد محبوب از شبه قاره هند که اغلب به عنوان بستنی سنتی هندی توصیف می‌شود، استفاده می‌کرد.

## سبک‌های بستنی
سبک‌های بستنی انواع بسیار گوناگونی و بسته به مکان جغرافیایی متفاوت است.

### آمریکایی
پایه‌ای از خامه، شیر، شکر و اغلب تخم‌مرغ است که پخته، سرد می‌شود و سپس در ظرف یخ زده به هم زده می‌شود تا زمانی که هوا تا حدی یخ بزند و طعمی منجمد اما خامه‌ای به دست بیاید. نسبت چربی لبنیات به قند برای بافت نهایی محصول بسیار مهم است. طعم‌دهنده‌هایی مانند وانیل و شکلات معمولاً قبل از پختن پایه بستنی اضافه می‌شوند.

### ایتالیایی
بستنی به سبک ایتالیایی یا جلاتو با شیر بیشتری نسبت به خامه درست می‌شود و همیشه حاوی تخم مرغ نیست.

### فرانسوی
سبک فرانسوی با استفاده از پایه کاستارد حاوی زردهٔ تخم‌مرغ تهیه می‌شود. زرده تخم‌مرغ بستنی را غلیظ‌تر و غنی‌تر می‌کند.

### فیلادلفیا
سبک فیلادلفیا که گاهی بستنی نیویورکی نامیده می‌شود، نوعی از بستنی است که در آن از تخم مرغ استفاده نمی‌شود و خامه و شکر پایه بستنی را تشکیل می‌دهند. برخلاف سبک فرانسوی و سبک ایتالیایی هوای بیشتری را در خود جای می‌دهد و بسیار سبک‌تر است.

### بستنیایرانی
نوعی بستنی با نام بستنی سنتی یا ایرانی در ایران رواج دارد که دارای طعم زعفران و رنگ زرد می‌باشد و از مواد مهم آن آرد ثعلب است. این بستنی همراه با خلال پسته و تکه‌های بزرگ خامه است و طرفداران زیادی دارد. اکبر مشتی یکی از نخستین کسانی بوده که در ایران بستنی فروشی داشته است. بستنی اکبر مشتی با نوع خارجی آن بسیار متفاوت بود. ایرانی‌ها استفاده از گلاب و زعفران را بر ثابت کننده‌ها ترجیح می‌دادند. نوعی از بستنی‌های سنتی «بستنی کشی» نام دارد که ثعلب فراوان در آن عامل کش آمدن بستنی می‌شود. این اصطلاح امروزه رایج نیست.
پیش از این بستنی‌های سه رنگ در بسیاری از شهرها رواج داشت که رنگ زرد آن زعفرانی، سفید آن وانیلی و رنگ قهوه‌ای دارچینی بود که توسط استاد بستنی‌ساز این سه رنگ به هم چسبیده و در ظروف یک بار مصرف فروخته می‌شدند.
نوعی از بستنی‌های ابتدایی ایرانیان برف و شیره است که با برف، شیره؛ مربا و عسل تهیه می‌شود.

## نگارخانه

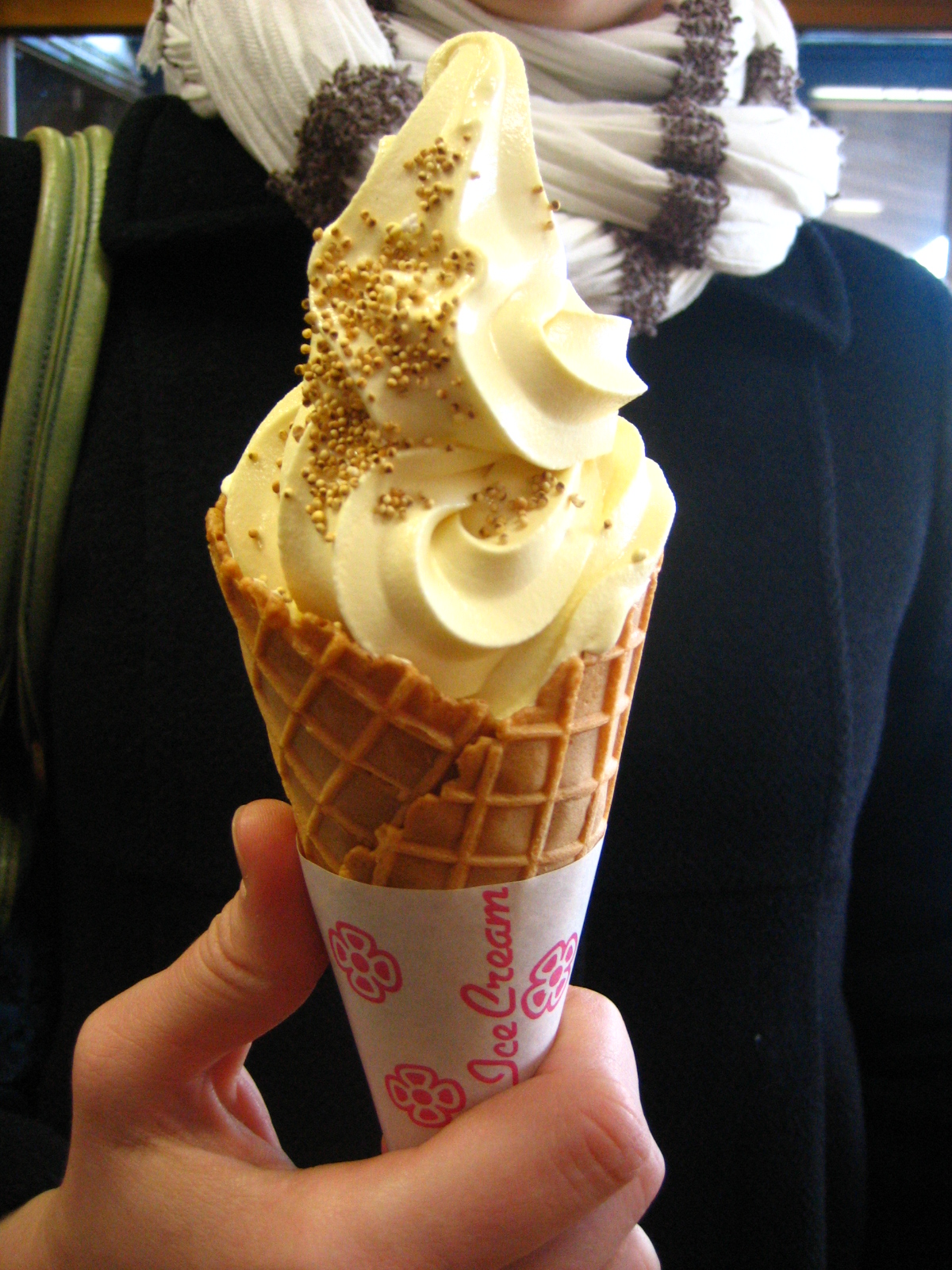
بستنی قیفی
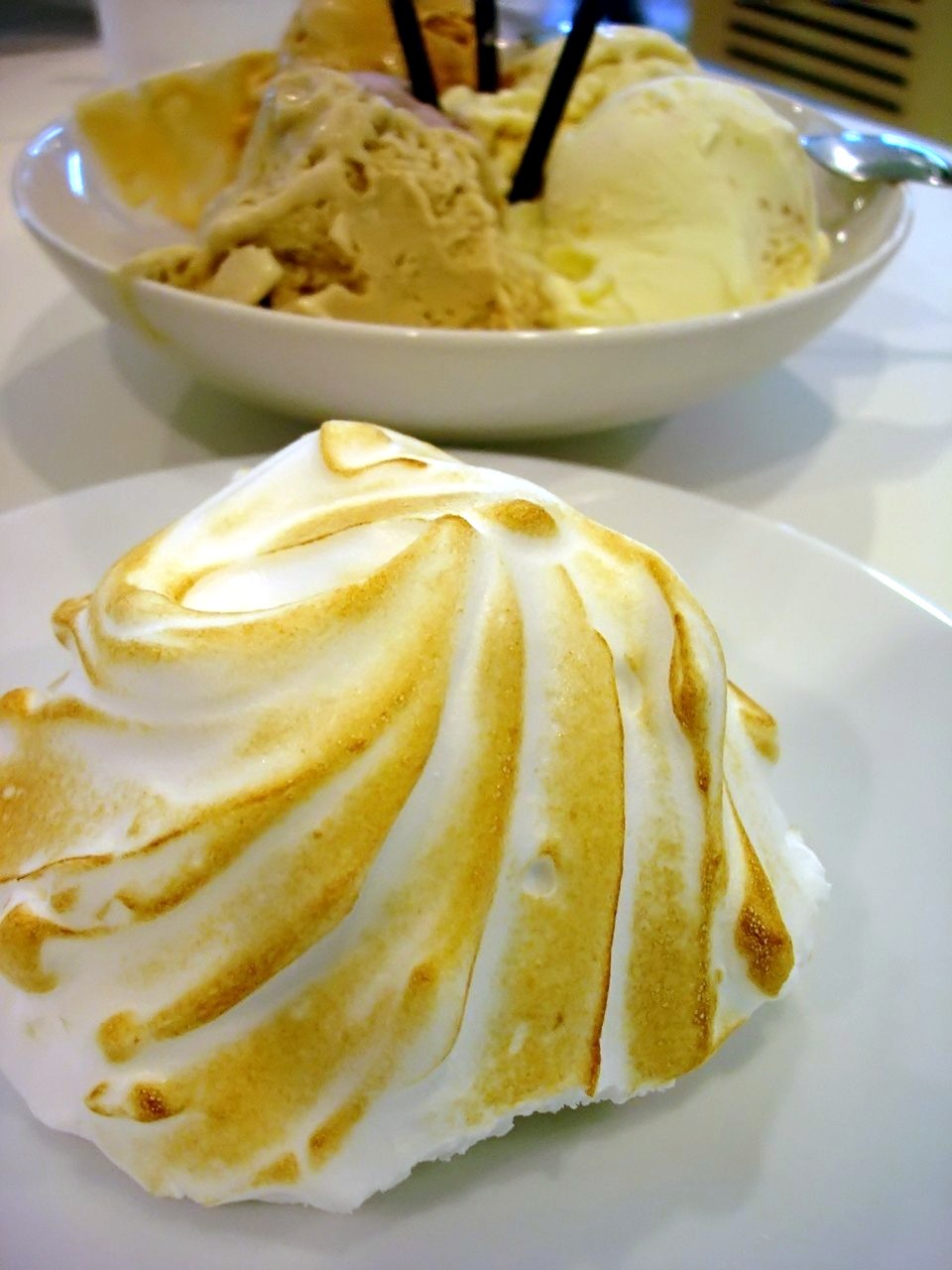
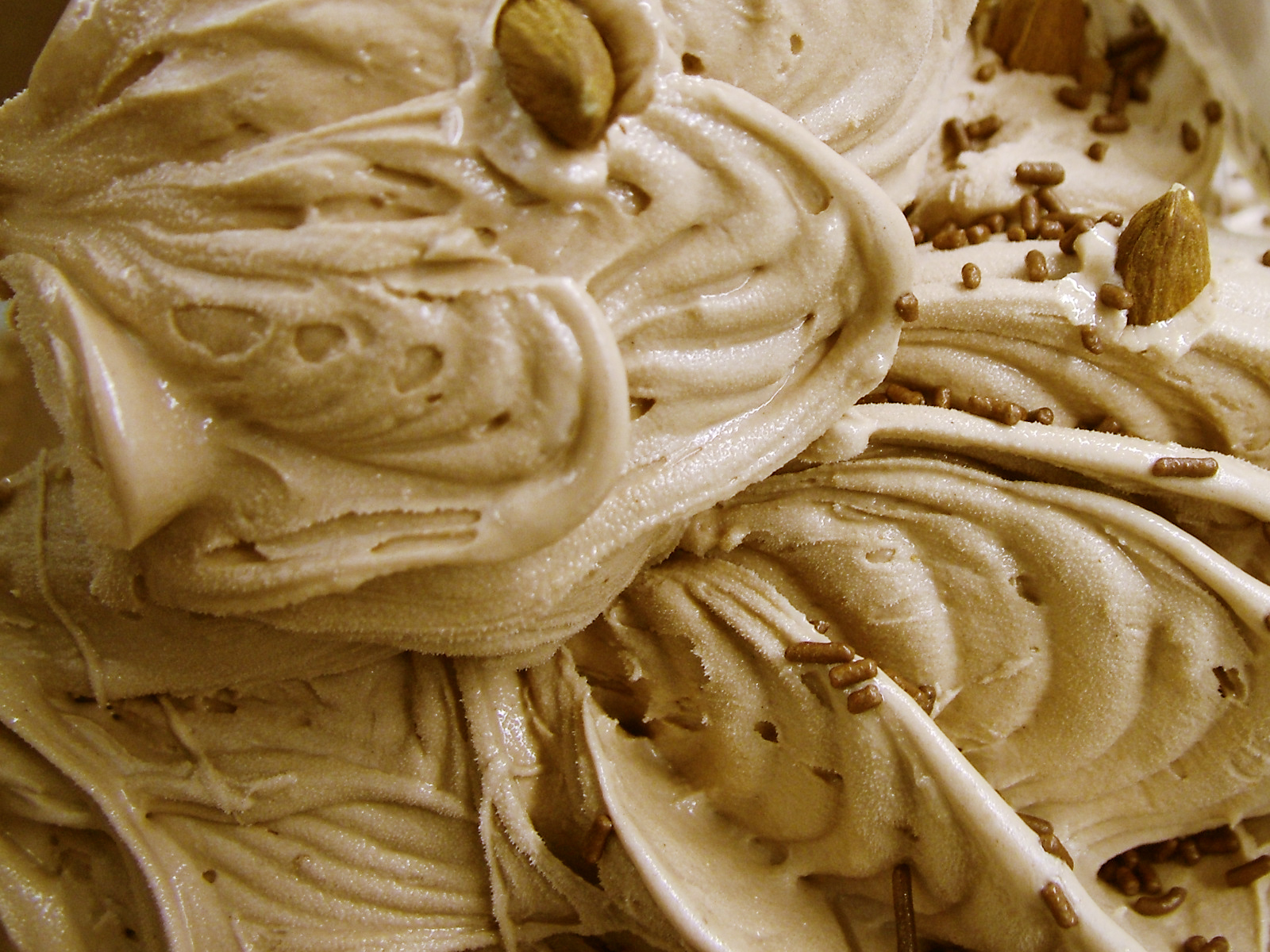
بستنی معجون
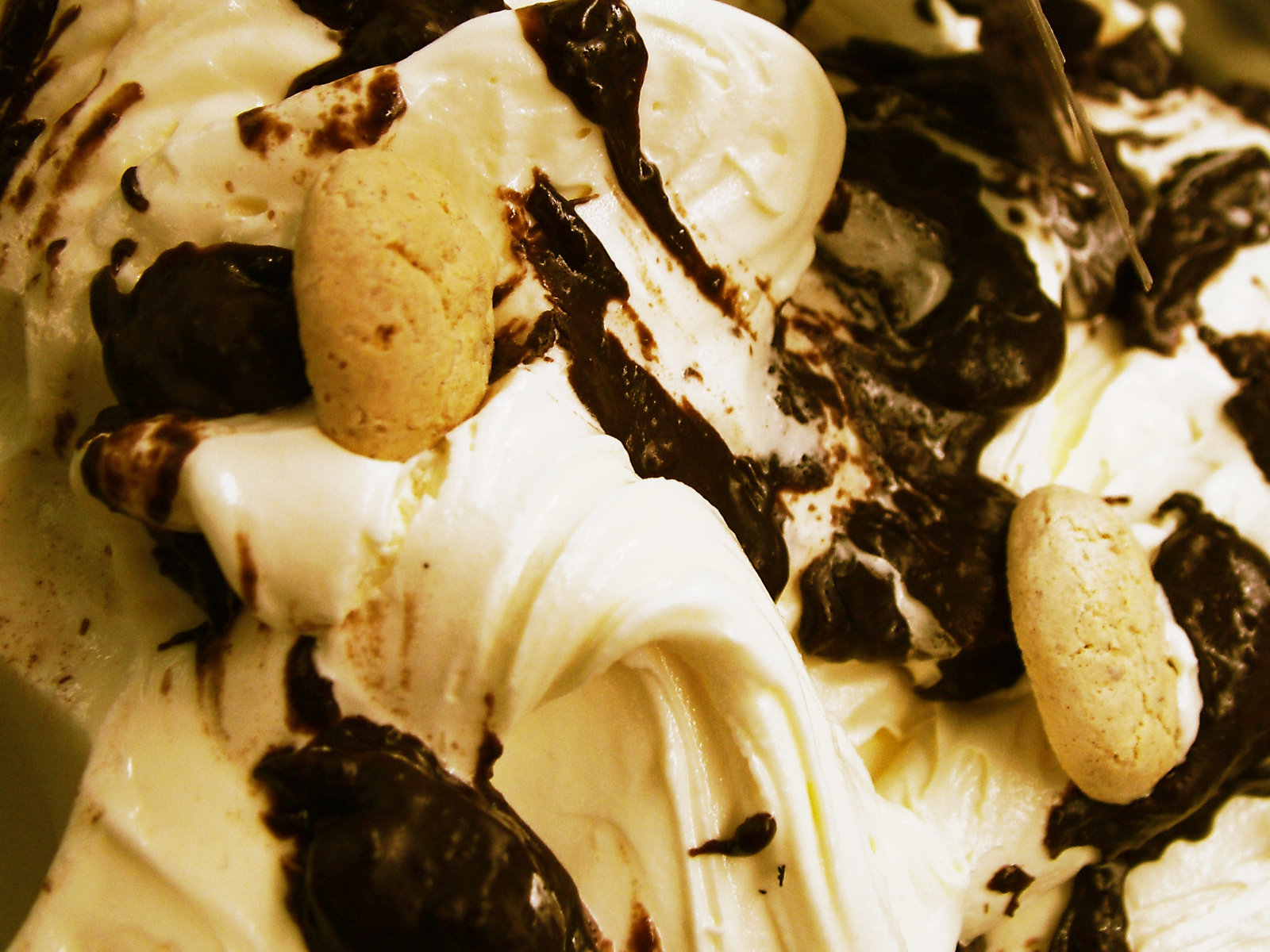
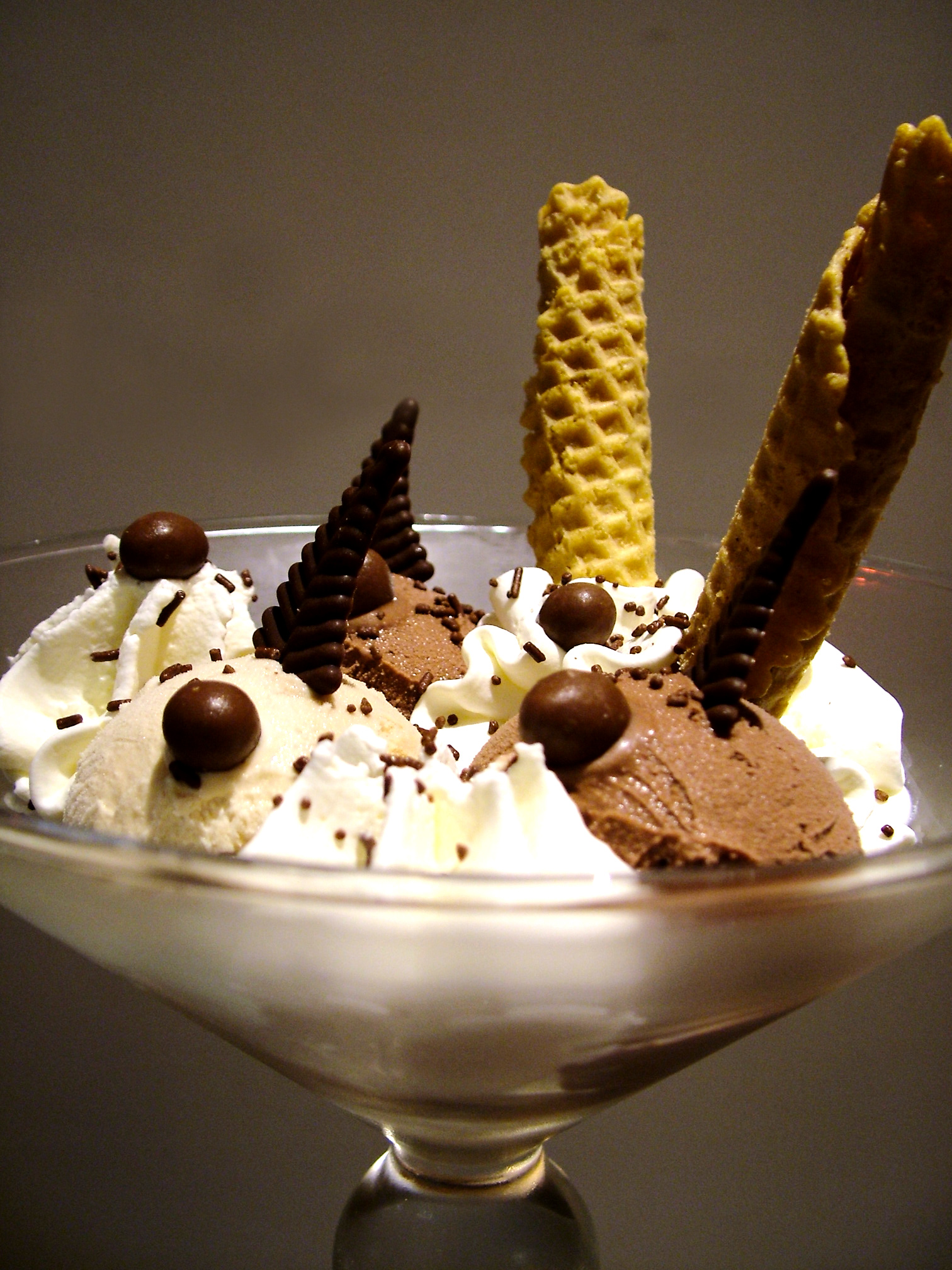
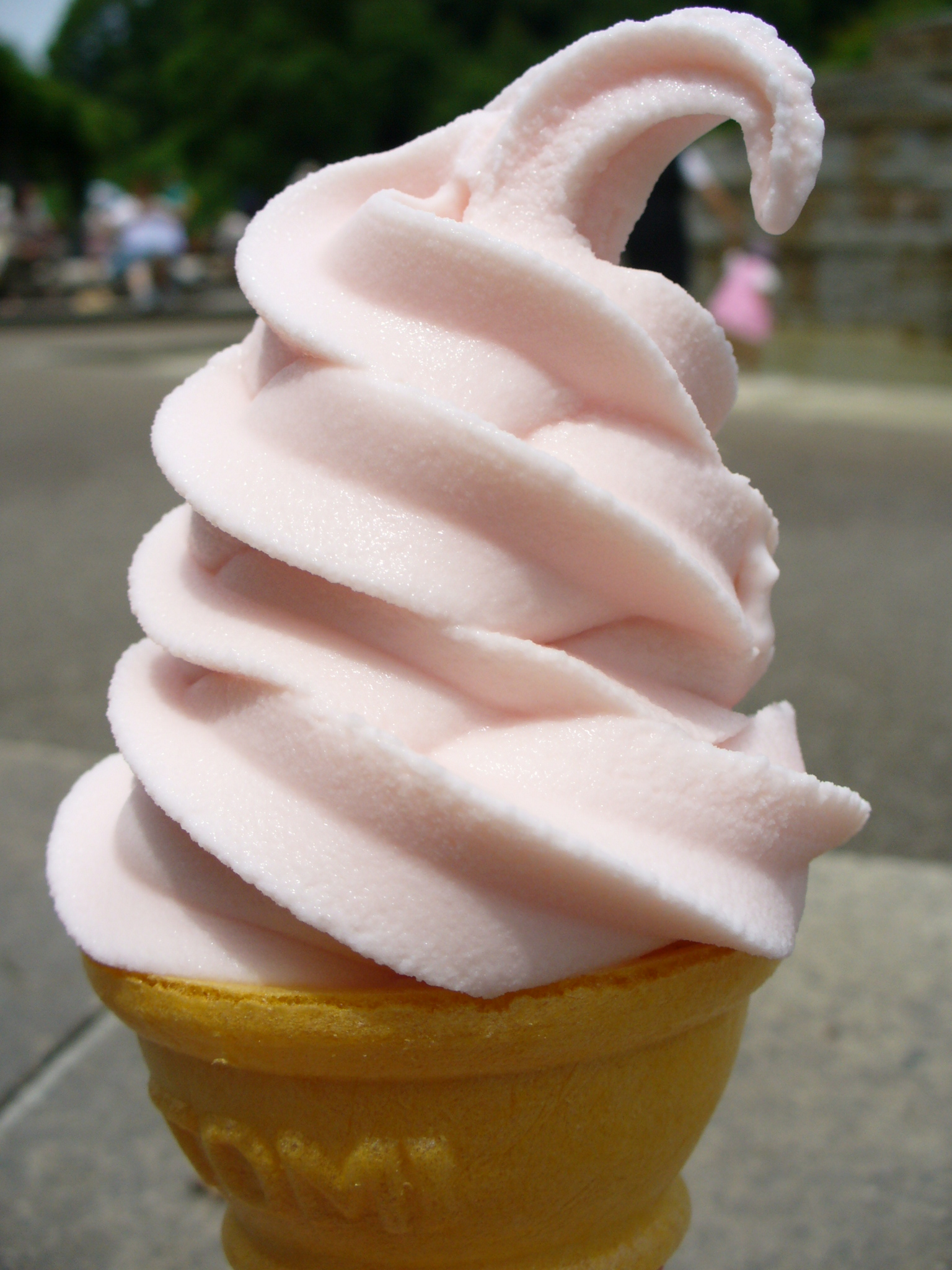
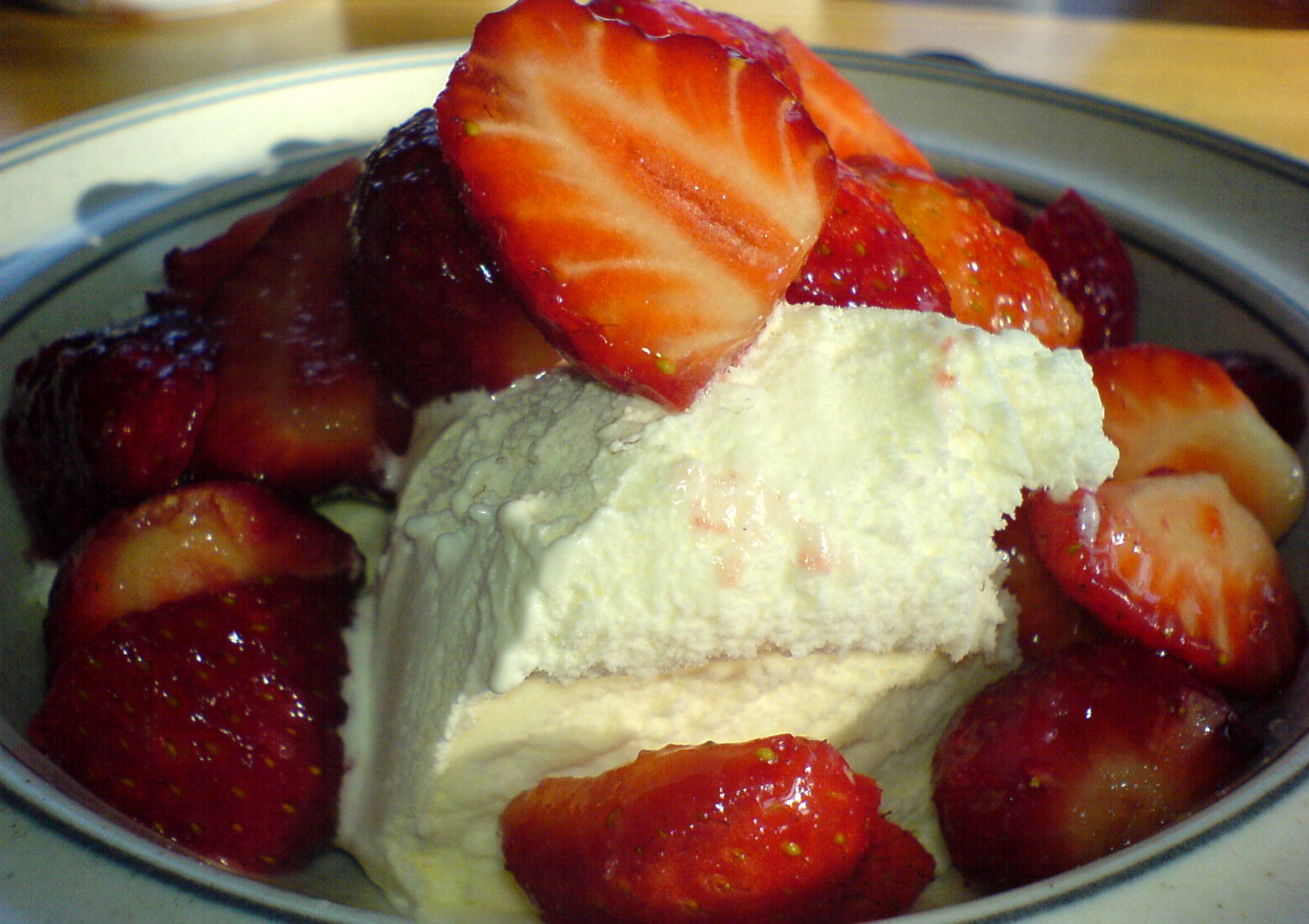
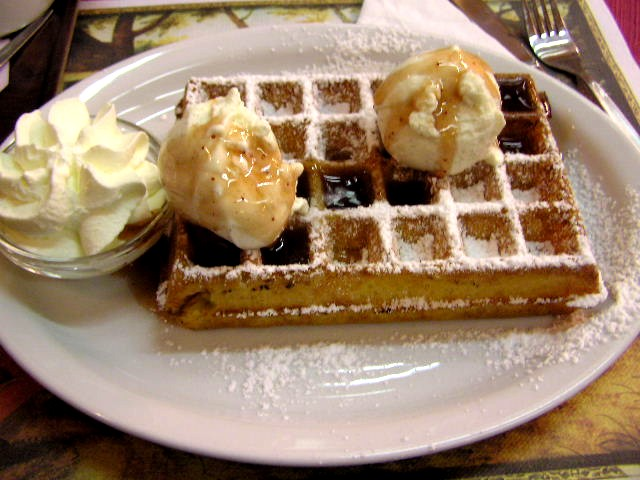
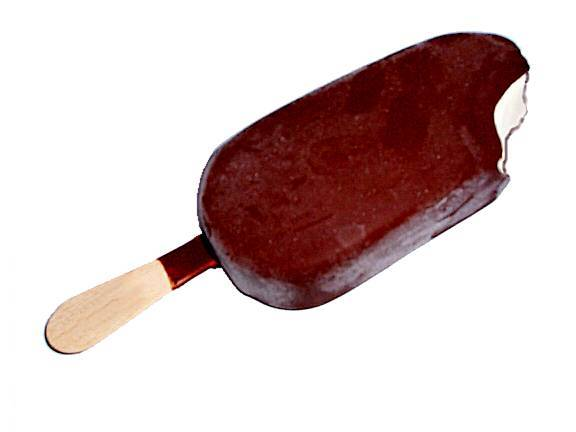
بستی کیم
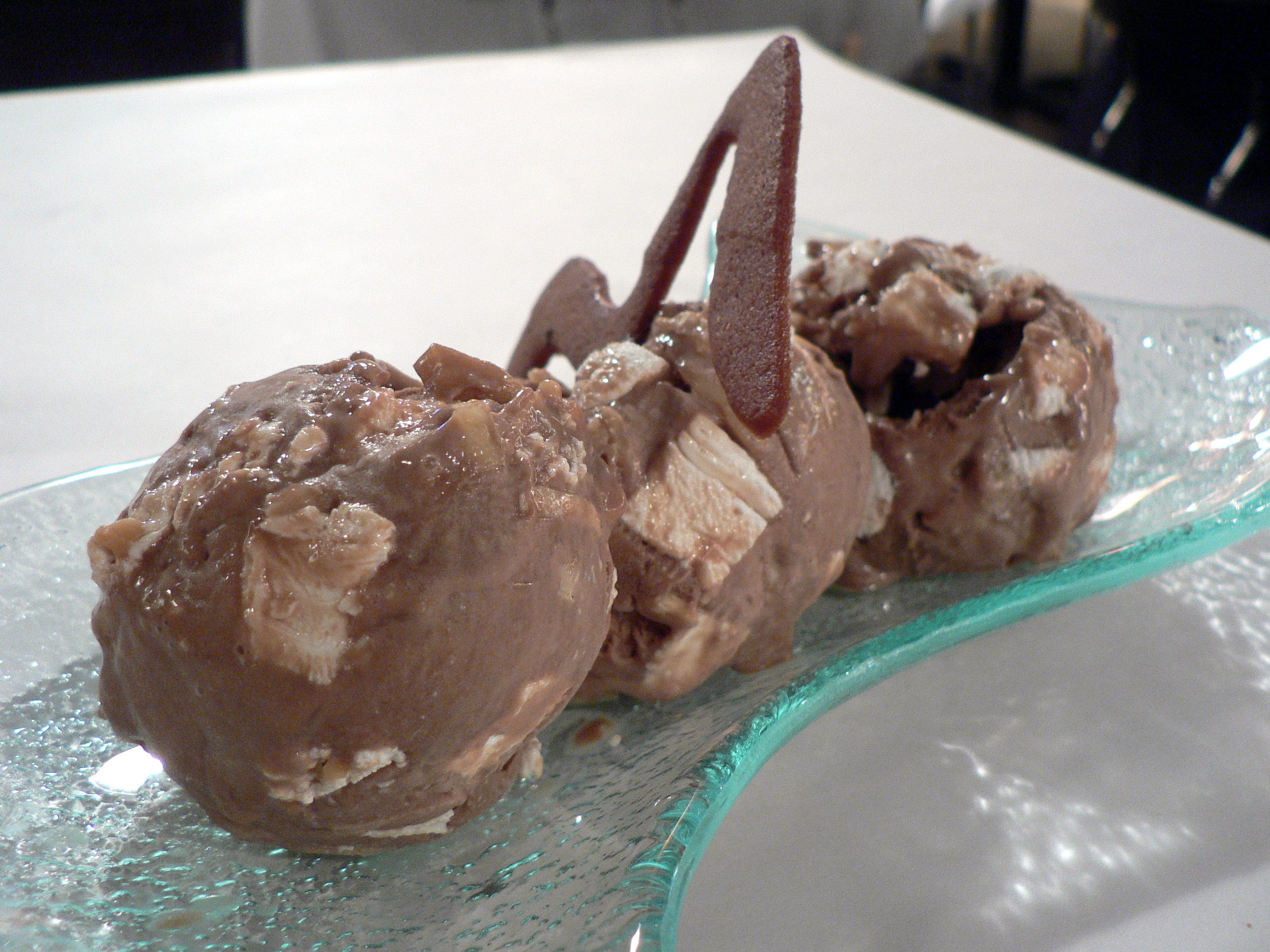
بستنی ۳ اسکوپ
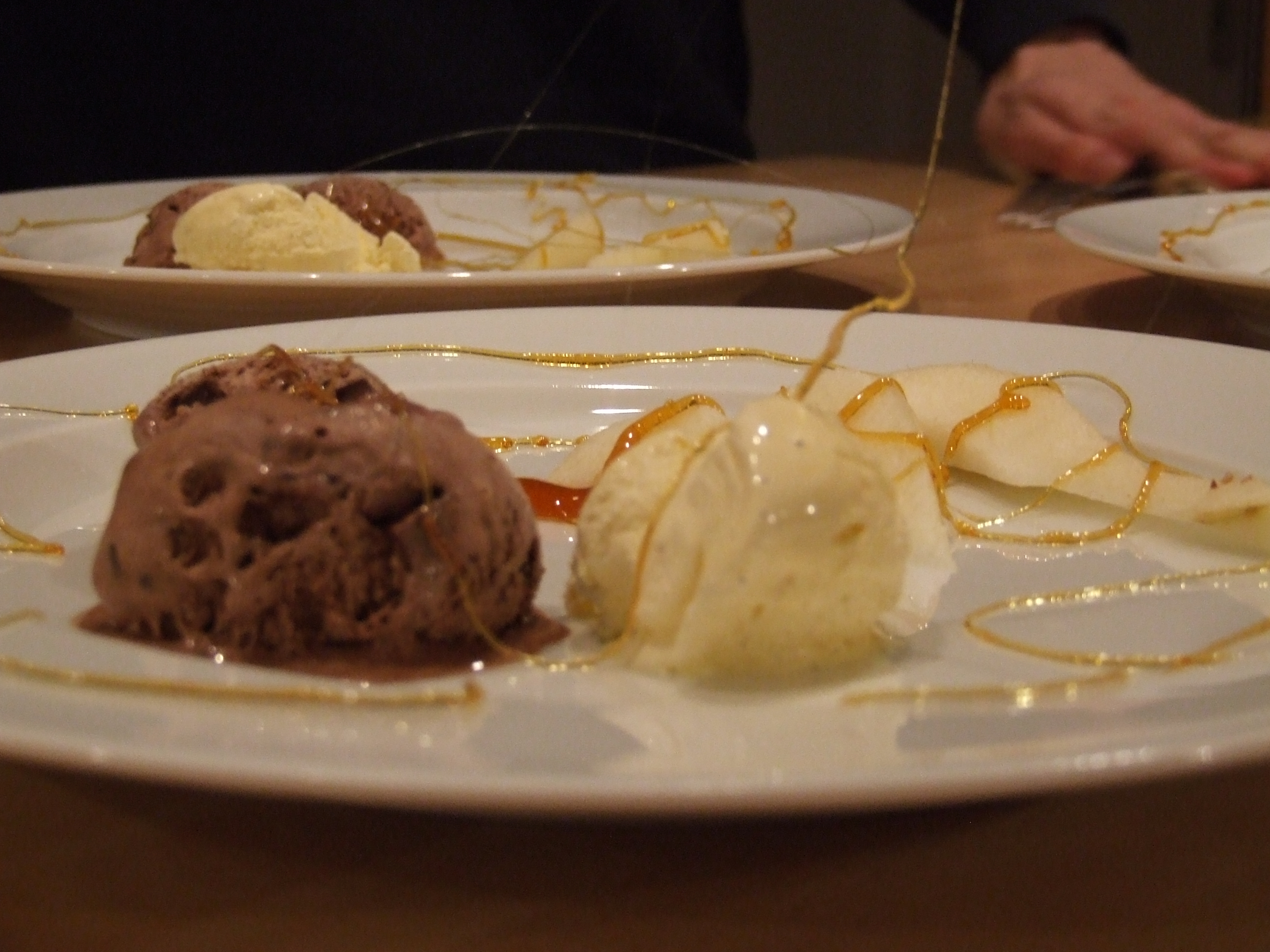
بستی صحرا
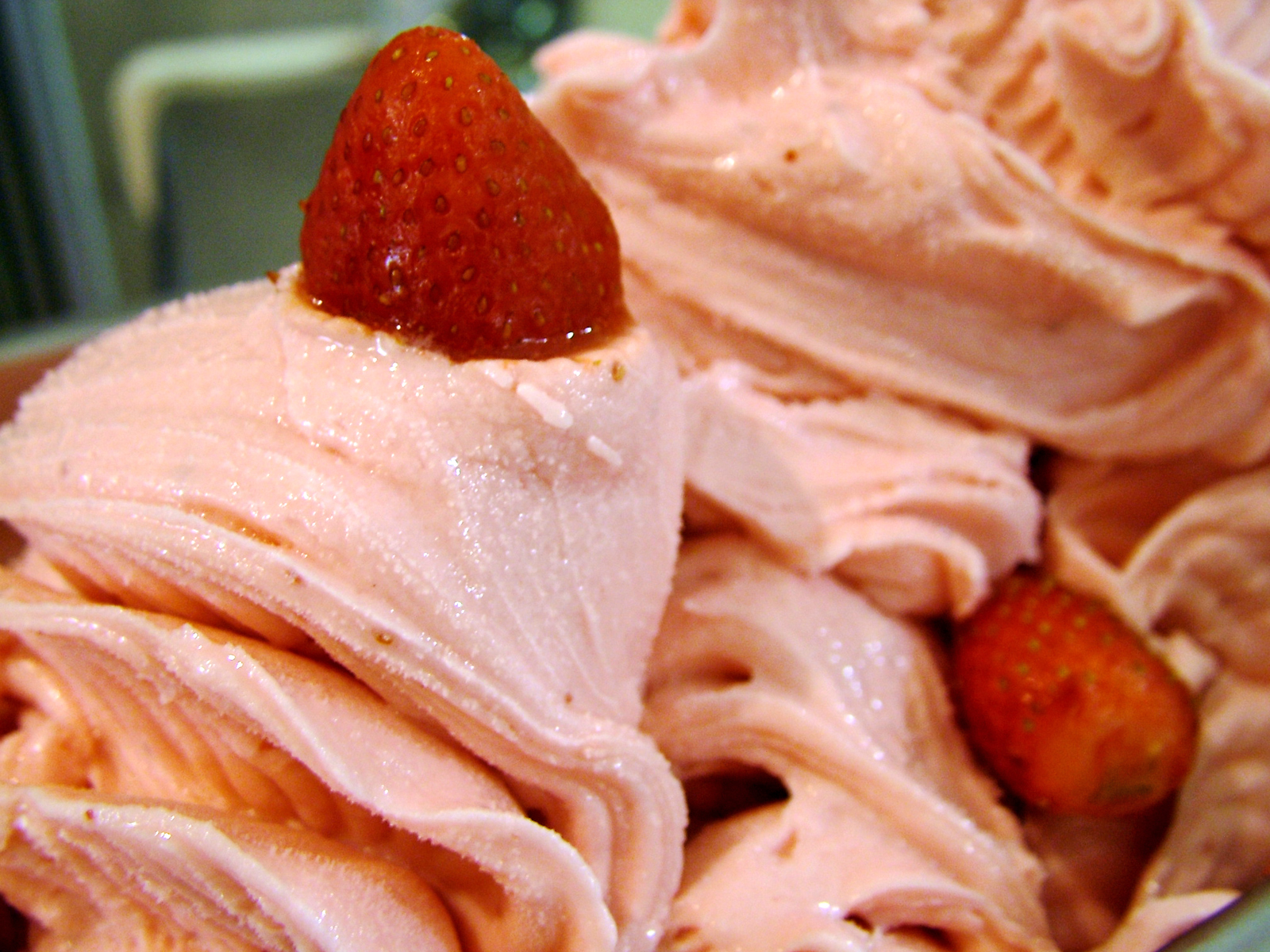
بستنی توت فرنگی